# ويليام أنتوني غرانفيل
ويليام أنتوني غرانفيل (بالإنجليزية: William Anthony Granville)‏ هو رياضياتي أمريكي، ولد في 1864 في مقاطعة غودهو في الولايات المتحدة، وتوفي في 4 فبراير 1943 في شيكاغو في الولايات المتحدة.